# Dryadella marsupiata
Dryadella marsupiata är en orkidéart som beskrevs av Carlyle August Luer. Dryadella marsupiata ingår i släktet Dryadella och familjen orkidéer. Inga underarter finns listade i Catalogue of Life.